# Maria Chapdelaine (1934)
Maria Chapdelaine is een Franse dramafilm uit 1934 onder regie van Julien Duvivier.

## Verhaal
Maria Chapdelaine is een boerenmeisje uit Quebec. Ze wordt verliefd op een zwerver, die 's winters in een bos verdwaalt en doodvriest. Vervolgens moet ze kiezen tussen een Franse stedeling en haar buurman. Uiteindelijk trouwt ze met de buurman, omdat ze op haar boerderij wil blijven wonen.

## Rolverdeling
| Acteur             | Personage             |
| ------------------ | --------------------- |
| Madeleine Renaud   | Maria Chapdelaine     |
| Suzanne Desprès    | Laura Chapdelaine     |
| Gaby Triquet       | Alma-Rose Chapdelaine |
| Maximilienne       | Azelma Larouche       |
| Jean Gabin         | François Paradis      |
| Jean-Pierre Aumont | Lorenzo Surprenant    |
| André Bacqué       | Samuel Chapdelaine    |
| Alexandre Rignault | Eutrope Gagnon        |
| Daniel Mendaille   | Priester              |
| Robert Le Vigan    | Tit-Sèbe              |
| Thomy Bourdelle    | Esdras Chapdelaine    |
| Edmond Van Daële   | Arts                  |
| Émile Genevois     | Tit-Bé Chapdelaine    |
| Fred Barry         | Nazaire Larouche      |
| Pierre Laurel      | Ephrem Surprenant     |